# Ansalonga
Ansalonga è un villaggio di Andorra, nella parrocchia di Ordino con 40 abitanti (dato 2010) .